# Ärrbråck
Ärrbråck (latin: hernia ventralis, hernia in cicatrice) kan uppstå i eller i närheten av ett sår efter bukoperation, när vävnaden i bukväggen inte har läkt på normalt sätt. Ärrbråck utgörs av en tydlig frambuktning av bukväggen när patienten står upp. Ärrbråckets storlek kan variera från ett litet, nästintill osynligt bråck till en omfattande deformitet i vilken stora delar av tarmpaketet har trängt ut ur själva bukhålan.
Omkring 10–30 procent av de patienter som genomgått öppen bukkirurgi drabbas av ärrbråck; detta beror bland annat på att ärret vanligtvis saknar aponeuros eller fascia.
Vid risk för tarminklämning med tarmstrangulation måste operation genomföras skyndsamt. En annan operationsindikation är om ärrbråcket inte är reponibelt, det vill säga inte går att återföra till rätt läge. Operation av ärrbråck utförs sällan av rent kosmetiska skäl; då kan istället en maggördel vara ett alternativ. Operation innebär en förstärkning av bukväggen genom införande av ett plastnät på insidan och genomförs antingen genom öppen operation eller laparoskopi. Recidivrisken vid ärrbråcksoperation är dock hög.